# Sten Lundin

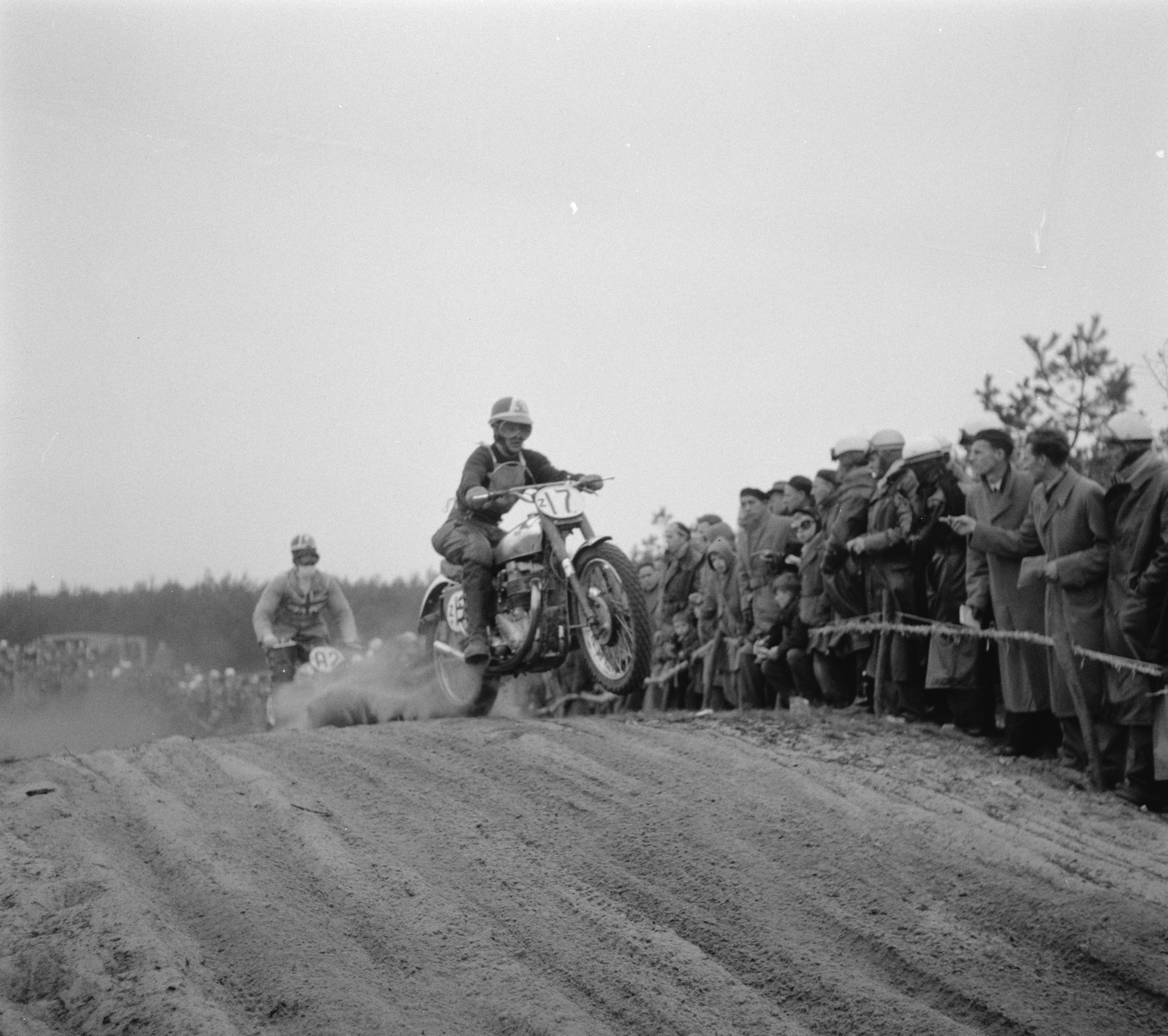
Sten Lundin bei einem Motorradrennen in den Niederlanden (1956)

Sten „Storken“ Lundin (* 20. November 1931 in Stockholm; † 3. Juni 2016) war ein schwedischer Motocross-Fahrer und zweifacher Motocross-Weltmeister in der 500-cm³-Klasse (1959 und 1961). Lundin war vorwiegend in den 1950er und 1960er Jahren aktiv und zog sich daraufhin weitgehend aus dem aktiven Wettkampfsport zurück. Neben dem Motocross-Sport war er auch als Enduro-Fahrer aktiv und war vor allem in den 1960ern auch in Autorennen als Fahrer im Einsatz.

## Karriere
Sten Lundin wurde am 20. November 1931 geboren und startete seine Rennkarriere als Jugendlicher auf 350er-Maschinen von A.J.S., ohne Hinterradaufhängung und diversen weiteren Modifizierungen. Zu Beginn seiner Wettkampfzeit kam es zu einer Vereinbarung mit dem 1980 geschlossenen Ceriani-Werk in Italien, das eigens Motorrad-Gabeln für Lundin herstellte. Ceriani produzierte in weiterer Folge die Gabeln für zahlreiche international bekannte Motorradmarken. Vor allem in den 1950er und 1960er Jahren war Lundin als Motocross-Fahrer aktiv. 1955 gehörte er dem erfolgreichen schwedischen Team um Bill Nilsson und Lasse Gustafsson an, das die Motocross des Nations des Jahres 1955 in Randers in Dänemark gewann. Zuvor hatte er im gleichen Jahr die schwedische Meisterschaft gewonnen, die er 1958 und 1961 weitere zwei Mal in der 500-cm³-Klasse gewann. Dabei war er zumeist für das Team des Uppsala MCK im Einsatz. Ebenfalls 1955 gelang es ihm als erster Schweder einen Grand-Prix im Ausland (Imola) zu gewinnen, dort gewann er auch später (bis 1965) noch drei Male.
Im Laufe seiner Karriere fuhr er auch des Öfteren Motorräder der Birmingham Small Arms Company (BSA), mit denen er ebenfalls diverse Rennen gewann. Bei der ersten Motocross-Europameisterschaft im Jahre 1955 erhielt Lundin die Bronzemedaille; zwei Jahre später erhielt er bei der ersten Motocross-Weltmeisterschaft im Jahre 1957 ebenfalls die Bronzemedaille. Diese gewann er auch bei den Weltmeisterschaften 1958, 1962 und 1964. Weitere namhafte Platzierungen waren Silbermedaillen bei den Weltmeisterschaften 1960 und 1963 sowie die beiden bereits genannten Goldmedaillen bei der WM 1959 auf einer Monark und 1961 auf einer Lito. Neben der 1955 gewonnenen Team-WM (Motocross des Nations) gewann er mit den Schweden auch die Goldmedaille bei den Weltmeisterschaften 1958, 1961 und 1962. Im Jahre 1967 gewann er den FIM Europe Cup auf einer 750-cm³-Maschine. 1961 war er neben dem Speedway-Fahrer Ove Fundin einer von zwei Preisträgern der Svenska-Dagbladet-Goldmedaille. Im Laufe seiner aktiven Karriere gewann er 24 Grands-Prix.
Ab 1963 trat er als Auto-Rennfahrer in Erscheinung, wobei er unter anderem in den Jahren 1965 und 1966 an der Midnattssolsrallyt, der Mitternachtssonnen-Rallye, antrat. Weiters nahm er an norwegischen Rallyes teil, war 1963 mit einem VW 1500 an zweiter Stelle der finnischen Meisterschaft in Riihimäki, erreichte einen Etappensieg mit einem VW 1600TL bei der RAC Rally des Jahres 1965, in dem er Gesamtachter wurde. 1966, seinem letzten Jahr als Autorennfahrer nahm er mit einem Renault an der Rallye dei Fiori in den italienischen Alpen teil. Während eines Zeitraums von acht Jahren (1957 bis 1964) belegte er im Endklassement des Grand-Prix-Gesamtweltcups nie einen schlechteren als den dritten Rang. In den 1970ern war er unter anderem am Projekt der Entwicklung der Yamaha HL 500 mitverantwortlich, als er als Service-Mitarbeiter bei Hallman & Eneqvist Motor AB arbeitete. Der schwedische Motocross-Fahrer Bengt Åberg gewann mit einer Yamaha HL 500 die Weltmeistertitel der 500-cm³-Klasse in den Jahren 1969 und 1970.
Nachdem er von 1949 bis 1972 als Motorrad-Rennfahrer und von 1963 bis 1966 als Auto-Rennfahrer aktiv gewesen war, zog er sich weitgehend aus dem aktiven Wettkampfsport zurück und verbrachte sein Privatleben unter anderem auch mit dem Sammeln von alten Motorrädern. Mit einem Großteil davon gewann er verschiedene Wettbewerbe; das älteste Stück ist eine Royal Enfield (500-cm³-Vierventiler) aus dem Jahre 1930, die er als 16-Jähriger erwarb. Im Jahre 2002 brachte die schwedische Post eine Briefmarke mit Sten Lundin als Motiv heraus. Am 3. Juni 2016 verstarb Sten Lundin im Alter von 84 Jahren in seiner schwedischen Heimat und hinterließ seine Ehefrau Britt, den gemeinsamen Sohn Kenneth, sowie zwei Enkel.